# Ligiidae
Los lígidos (Ligiidae) son una familia de crustáceos isópodos marinos costeros. Son casi cosmopolitas.

## Géneros
Se reconocen los 8 siguientes:
- Caucasoligidium Borutzkii, 1950
- Euryligia Verhoeff, 1926
- Ligia Fabricius, 1798
- Ligidioides Wahrberg, 1922
- Ligidium Brandt, 1833
- Stymphalus Budde-Lund, 1885
- Tauroligidium Borutzkii, 1950
- Typhloligidium Verhoeff, 1922